# Уолтър Траут
Уолтър Траут (на английски: Walter Trout) е американски блусмен, китарист, вокал и поет.
Първите му изяви датират от края на 1960-те и началото на 1970-те години, когато започва да свири в родния си щат. Впоследствие решава да се премести в Лос Анджелис (1973), където допълва Пърси Мейфийлд и Дийкън Джоунс. Има опит и като член на бандите на Джон Лий Хукър и Джо Текс.
През 1981 г. постъпва в „Кенд Хийт“ като китарист. Тази крачка е последвана от покана за участие в „Джон Мейол и Блусбрейкърс“, където е на сцена с китариста Коко Монтоя. Напуска „Блусбрейкърс“ през 1989 г. и основава „Уолтър Траут Бенд“, която намира следовници в Европа – главно в Скандинавия, където е менажиран от Томас Хелвег – под негово ръководство са издадени албумите The Love That We Once Knew и Prisoner Of A Dream от 1990 година.
През 1994 г. в Нидерландия се основава фенклуб на Траут, а през 1996 г. е създаден Международен фенклуб, който днес има членове от 16 страни по света. През 2011 година фенклубът приключва дейността си.
В периода 2013-5 г. Уолтър Траут има здравословни проблеми, но ги преодолява и продължава редовно да записва и концертира.

### Солова дискография
- 2010 Common Ground
- 2012 Blues For The Modern Daze
- 2013 Luther's Blues
- 2014 The Blues Came Callin
- 2015 Battle Scars
- 2016 Alive In Amsterdam
- 2017 We're All In This Together
- 2019 Survivor Blues
- 2020 Ordinary Madness
- 2022 Ride
- 2024 Broken